# Paul-François Puginier
Paul-François Puginier (Saïx, 4 luglio 1835 – Hanoi, 25 aprile 1892) è stato un vescovo cattolico e missionario francese.

## Biografia
Il 1º luglio 1854 entrò nel seminario delle missioni estere di Parigi. Fu ordinato prete il 29 maggio 1858 e il 29 agosto successivo partì per la missione del Tonchino occidentale: a causa delle persecuzioni contro i cristiani, riuscì a raggiungere la regione solo nel 1862.
Nel 1867 fu eletto vescovo di Mauricastro in partibus e coadiutore del vicario apostolico del Tonchino occidentale. Fu consacrato a Hoang-Nguyen il 26 gennaio 1868 e succedette per coadiutoria al vescovo Joseph-Simon Theurel il 3 novembre successivo.
Invitò Francis Garnier ed Henri Rivière a mantenere un atteggiamento moderato al fine di raggiungere pacificazione della regione.
Nonostante le persecuzioni che, in due riprese, colpirono la popolazione cristiana del Tonchino, sotto il suo episcopato si moltiplicarono le conversioni e furono ordinati molti sacerdoti tra gli indigeni.
Fu sepolto nella chiesa di Ke-so.

## Genealogia episcopale e successione apostolica
La genealogia episcopale è:
- Cardinale Scipione Rebiba
- Cardinale Giulio Antonio Santori
- Cardinale Girolamo Bernerio, O.P.
- Arcivescovo Galeazzo Sanvitale
- Cardinale Ludovico Ludovisi
- Cardinale Luigi Caetani
- Cardinale Ulderico Carpegna
- Cardinale Paluzzo Paluzzi Altieri degli Albertoni
- Papa Benedetto XIII
- Papa Benedetto XIV
- Cardinale Enrico Enriquez
- Arcivescovo Manuel Quintano Bonifaz
- Arcivescovo Basilio Tomás Sancho y Hernando de Santas Justa y Rufina, Sch.P.
- Arcivescovo Juan Antonio Gallego y Orbigo, O.F.M.Disc.
- Vescovo Domingo Collantes, O.P.
- Arcivescovo Juan Antonio Zulaibar y Aldape, O.P.
- Vescovo Francisco Albán Barreiro, O.P.
- Vescovo Juan Antonio Lillo, O.F.M.Disc.
- Arcivescovo José Maria Seguí Molas, O.S.A.
- Vescovo Pierre-André Retord, M.E.P.
- Vescovo Charles-Hubert Jeantet, M.E.P.
- Vescovo Joseph-Simon Theurel, M.E.P.
- Vescovo Paul-François Puginier, M.E.P.

La successione apostolica è:
- Vescovo Louis-Marie Pineau, M.E.P. (1886)
- Vescovo Pierre-Jean-Marie Gendreau, M.E.P. (1887)